# Lange Voorhout

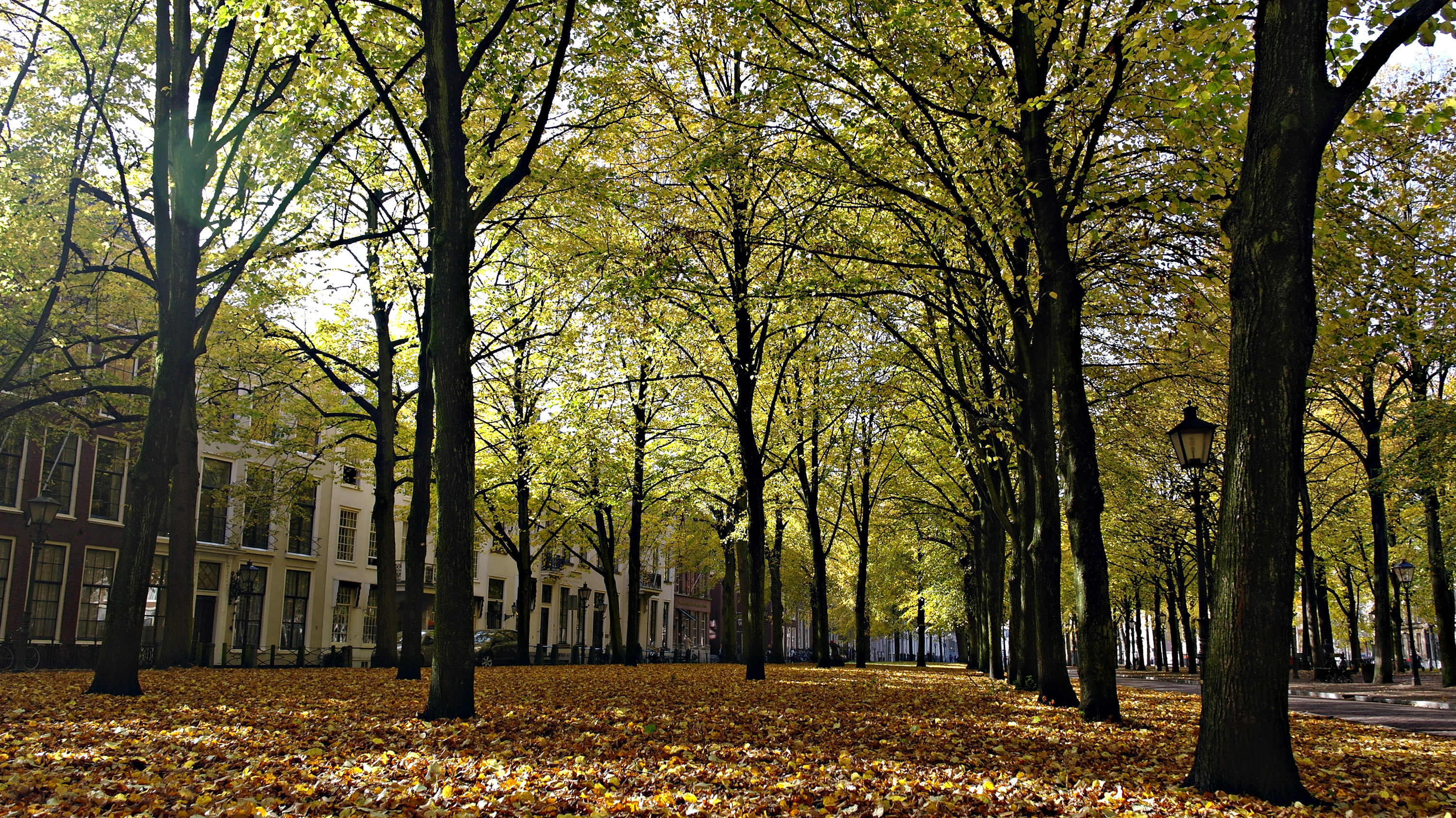
Le Lange Voorhout en 2012.

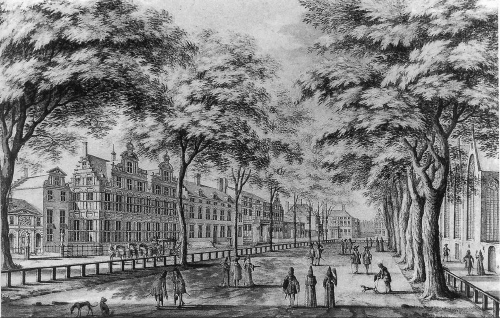
Le Lange Voorhout au XVIIe siècle.

Le Lange Voorhout est l'une des plus prestigieuses voies de La Haye, aux Pays-Bas, où se concentrent ambassades, musées et administrations. Il s'étend du Korte Voorhout à l'est, où se trouvent notamment la Cour suprême des Pays-Bas (depuis son déménagement du Lange Voorhout en 2016) et le ministère des Finances, à la Kneuterdijk à l'ouest, où siège le Conseil d'État.

## Description
La voie apparaît au cours du XVe siècle, date de construction de l'église du Cloître, la Kloosterkerk, alors en lisère de la forêt de La Haye. De là, la voie tire son nom, « Voorhout » pouvant être traduit en français en « avant-bois ». Voie d'accès à cette forêt, elle possède une forme de « L » renversé caractéristique.
En 1536, Charles Quint profite d'un passage à La Haye pour faire planter une allée de tilleuls. L'endroit devient ainsi une promenade courue au cours du XVIIe siècle ; le prince Maurice tente de le doubler d'un canal mais le projet échoue.

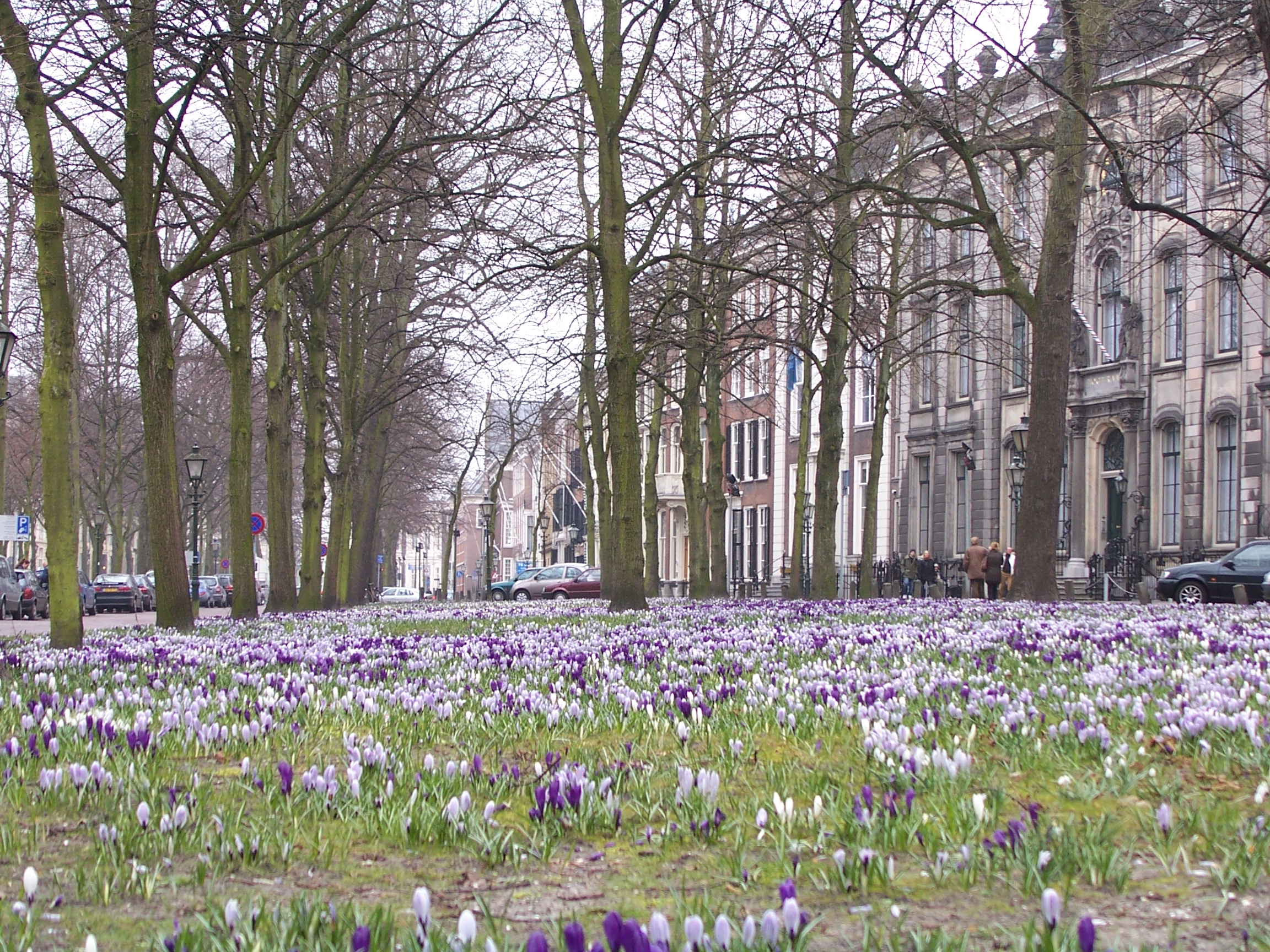
Crocus sur le Lange Voorhout.

Alors que les maisons étaient encore modestes, elles sont remplacées par des habitations plus monumentales, voire de prestige, au cours du XVIIIe siècle.
Le Lange Voorthout est renommé Cour Napoléon de 1811 à 1813 sous le Premier Empire, tandis que le Lange Vijverberg, au bord de l'étang du Binnenhof, est renommé Cour de l'Impératrice.
On y trouve aujourd'hui entre autres l'ambassade du Royaume-Uni, le musée Escher (Escher in Het Paleis), le théâtre Diligentia, plusieurs importants hôtels particuliers, le bureau de l'ordre de Malte et l'hôtel des Indes, qui a historiquement une clientèle très renommée. La Bibliothèque royale y avait son siège jusqu'en 1982. L'ambassade des États-Unis aux Pays-Bas déménage du Lange Voorhout à Wassenaar en 2018, afin d'occuper de plus grands locaux et de laisser place à une extension du musée Escher. Sur le Lange Voorhout se trouve aussi l'ancienne maison du baron Hendrik Hop.
En 2009, la chaussée est reconstruite afin de protéger les racines des arbres.